# John Moses Browning
John Moses Browning, ameriški inženir in izumitelj, * 1855, † 1926.
Skonstruiral je nov tip pištole, kalibra 9 mm z 8 naboji v držaju.